# Honeymoon Suite

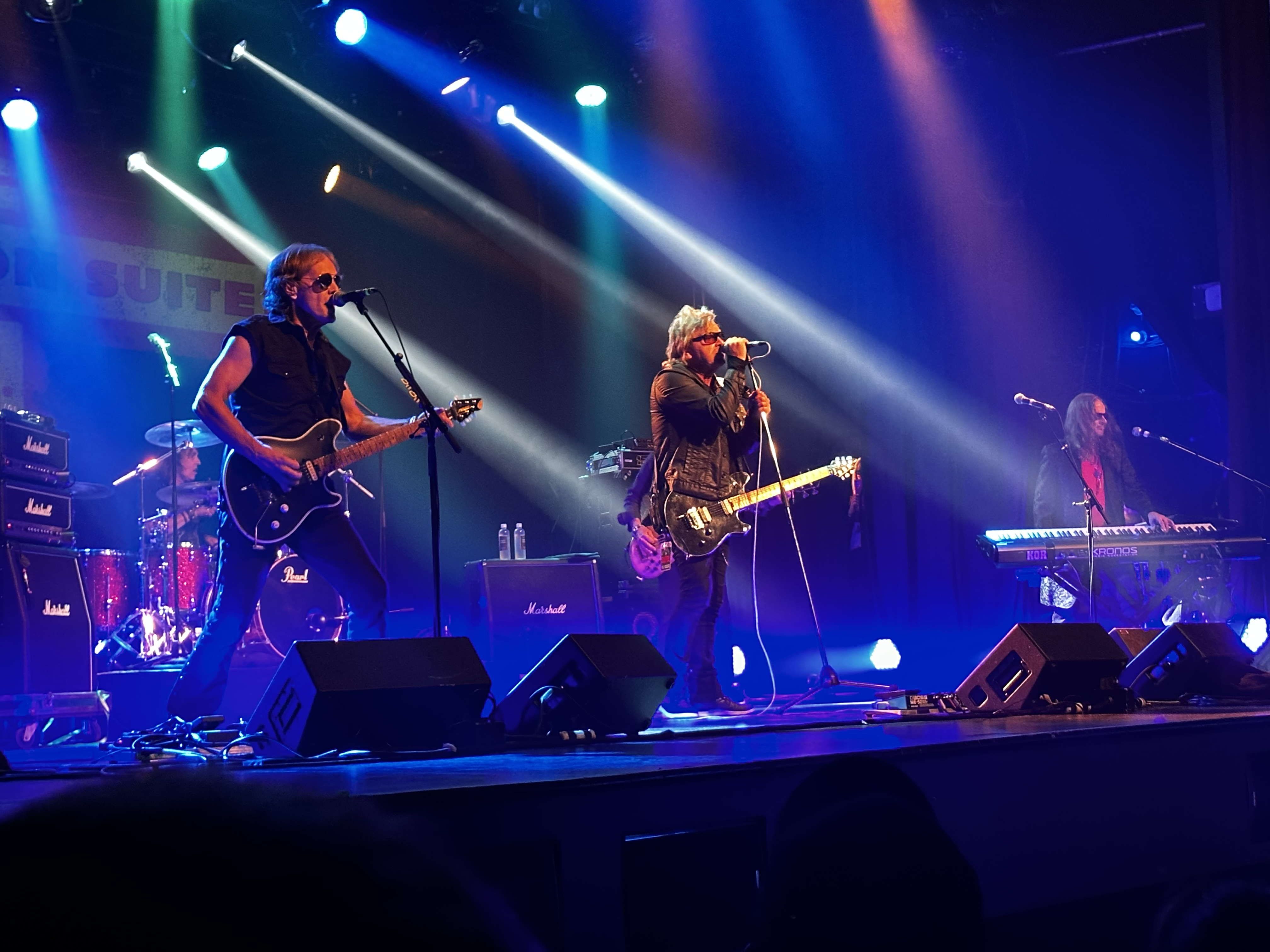
Honeymoon Suite (2023)

Honeymoon Suite ist eine kanadische Rockband aus Niagara Falls, gegründet 1982. Der Bandname wurde gewählt, da Niagara Falls die heimliche „Hochzeits-Hauptstadt“ Kanadas ist.

## Geschichte
Die Band wurde 1982 von Lead-Sänger Johnnie Dee, Gitarrist Derry Grehan und Schlagzeuger Mike Lengyell gegründet. Schon bald nach der Veröffentlichung des Titels New Girl Now, mit dem sie einen Wettbewerb des Radiosenders Q107 in Toronto gewannen, unterzeichneten sie einen Plattenvertrag bei WEA Canada.
Dee und Grehan konnten Ray Coburn als Keyboarder, Gary Lalonde als Bassist und Dave Betts als Schlagzeuger gewinnen. 1984 veröffentlichten sie ihr Debütalbum Honeymoon Suite, mit dem sie vier große Hits in Kanada landen konnten: New Girl Now, Burning In Love, Wave Babies, and Stay In the Light. Der Song New Girl Now erreichte die Top 50 in den USA.
Das folgende Album The Big Prize, produziert durch Bruce Fairbairn, war in Kanada ebenfalls mit vier Hits erfolgreich: Feel It Again, What Does It Take, Bad Attitude, and All Along You Knew. Feel It Again erreichte die Top 40 in den USA, das zum Soundtrack von John Cusacks Film Ein ganz verrückter Sommer gehörende What Does It Take Platz 52. 1989 wurde Bad Attitude im Serienfinale von Miami Vice gespielt.
1986 verließ Keyboarder Ray Coburn vorübergehend die Band. Ersetzt wurde er durch Rob Preuss aus Burlington, Ontario. Ebenfalls 1986 produzierte die Band einen Track für den Charlie-Sheen-Film The Wraith: Those Were the Days.
Im Frühjahr 1987 schrieb die Band das Lied Lethal Weapon für den gleichnamigen Film mit Mel Gibson. Im Winter desselben Jahres begannen in Los Angeles die Arbeiten zu ihrem dritten Album. Unglücklicherweise wurde Johnnie Dee am Flughafen von einem Auto angefahren und brach sich mehrfach das Bein. Während er im Krankenhaus lag, half Michael McDonald von den Doobie Brothers bei den Aufnahmen aus. Er schrieb Texte und sang in Long Way Back, das im neuen Album erscheinen sollte.
1988 wurde das dritte Album veröffentlicht: Racing After Midnight, produziert von Ted Templeman von Van Halen. Das Album war in Kanada in den Top 10, nicht jedoch in den USA. Singles hieraus: Love Changes Everything, Looking Out for Number One, Cold Look (nur Europa) und It's Over Now.
1989 brachte die Band ihre erste Greatest-Hits-Zusammenstellung heraus, The Singles, welche auch die neue Single Still Loving You enthielt. Coburn kam zurück, um die Singles-Tour zu unterstützen. Es blieb die letzte Tour in Original-Zusammensetzung bis 2007.
1991 verließen Lalonde and Betts die Band. Sie wurden durch Steve Webster (von Billy Idols Band) am Bass und Jorn Anderson am Schlagzeug ersetzt. In diesem Jahr wurde das vierte Album Monsters Under the Bed veröffentlicht. Auf dieser Platte finden sich die Singles Say You Don't Know Me und The Road. Es war in Kanada mäßig erfolgreich.
In den 1990ern war Band häufig auf Tour, allerdings änderte sich die Zusammensetzung häufig. Nur Dee und Grehan blieben von den Gründungsmitgliedern übrig.
2002 kam das erste neue Studioalbum nach 11 Jahren heraus, Lemon Tongue. Das Album wurde unter einem unabhängigen Label veröffentlicht. Der Stil der Band änderte sich von der ursprünglichen rockigen Ausrichtung zu einer eher Künstlerischen. In Europa wurde das Album Dreamland genannt; es enthielt hier einige inhaltliche Änderungen; so gab es hier zusätzlich die Lieder Dreamland, Radiant, Even Now and Just Love Somebody.
2006 erschien ein weiteres Greatest-Hits-Album namens Feel It Again: An Anthology, eine Doppel-CD, die die meisten Singles der Band enthält, zusätzlich aber auch ausgewähltes Alben-Material sowie seltenes und unveröffentlichtes Material.
Im Juni 2007 verkündete die Band offiziell ihre Wiedervereinigung in der Gründungsbesetzung.

## Diskografie

### Studioalben
| Jahr | Titel                 | Höchstplatzierung, Gesamtwochen, AuszeichnungChartsChartplatzierungen (Jahr, Titel, Platzierungen, Wochen, Auszeichnungen, Anmerkungen) | Anmerkungen                |
| Jahr | Titel                 | US | Anmerkungen                |
| ---- | --------------------- | --- | -------------------------- |
| 1984 | Honeymoon Suite       | US60 (17 Wo.)US | Erstveröffentlichung: 1984 |
| 1986 | The Big Prize         | US61 (35 Wo.)US | Erstveröffentlichung: 1986 |
| 1988 | Racing After Midnight | US86 (10 Wo.)US | Erstveröffentlichung: 1988 |

Weitere Veröffentlichungen:
- 1989: The Singles
- 1991: Monsters Under the Bed
- 1995: 13 Live
- 2001: Lemon Tongue
- 2002: Dreamland
- 2005: HMS Live at the Gods
- 2005: The Essentials – Honeymoon Suite
- 2006: Feel It Again: An Anthology
- 2008: Clifton Hill
- 2017: Hands Up
- 2025: Wake me Up When the sun goes down

### Singles
| Jahr | Titel Album                                   | Höchstplatzierung, Gesamtwochen, AuszeichnungChartsChartplatzierungen (Jahr, Titel, Album, Platzierungen, Wochen, Auszeichnungen, Anmerkungen) | Anmerkungen                        |
| Jahr | Titel Album                                   | US | Anmerkungen                        |
| ---- | --------------------------------------------- | --- | ---------------------------------- |
| 1984 | New Girl Now Honeymoon Suite                  | US57 (7 Wo.)US | Erstveröffentlichung: August 1984  |
| 1986 | Feel It Again The Big Prize                   | US34 (16 Wo.)US | Erstveröffentlichung: Februar 1986 |
| 1986 | What Does It Take The Big Prize               | US52 (16 Wo.)US | Erstveröffentlichung: Juni 1986    |
| 1988 | Love Changes Everything Racing After Midnight | US91 (2 Wo.)US | Erstveröffentlichung: April 1988   |

Weitere Singles
- Burning In Love (1984)
- Stay In the Light (1985)
- Wave Babies (1985)
- Bad Attitude (1986)
- All Along You Knew (1986)
- Lethal Weapon (1987)
- Lookin’ Out for Number One (1988)
- Other Side of Midnight (1988)
- It’s Over Now (1988)
- Cold Look (1988)
- Still Lovin’ You (1989)
- Long Way (1990)
- Say You Don’t Know Me (1991)
- The Road (1992)
- The Way I Do (2002)
- Gone (2003)